# Klimgebied

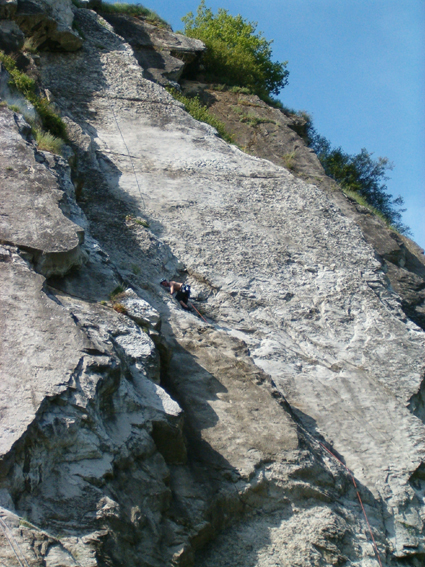
Les Awirs

Een klimgebied wordt door klimmers wordt over het algemeen beschreven als een natuurlijke omgeving waar men op rotsen kan klimmen.
Deze rotsen zijn dikwijls gelegen aan een al dan niet nog bestaande of gewijzigde waterloop, dit komt doordat geologisch gezien het water in het verre verleden de rotsen heeft geërodeerd en daardoor als het ware voorbereidt om ze te beklimmen. Soms worden ook oude steengroeven gebruikt als klimgebied.
Deze rotsen worden van bepaalde begroeiing ontdaan en voorzien van haken die als beveiliging voor de klimmers dienen. Het gebruik van haken die door de individuele klimmers in de rotsen worden geslagen is in de meeste klimgebieden verboden.
Daar onze maatschappij meer en meer milieubewuster wordt, zijn de meeste klimgebieden onderworpen aan milieuregels.
Klimgebieden worden afgehuurd of in uitzonderlijke gevallen aangekocht door klimclubs. Het zijn ook deze die de rotsen zullen uitrusten. Het zijn dan ook die clubs die de toelatingsvoorwaarden bepalen voor de gebruikers. In bepaalde landen zoals Frankrijk is de toegang tot de meeste klimgebieden vrij, andere landen hebben een zeer strikte reglementering.
In België is het zo dat de meeste gebieden door de CAB-BAC en het VBSF (Belgische klimfederaties) worden afgehuurd en uitgerust. Deze gebieden worden ook door niet-Belgische klimmers graag beklommen. 
Enkele bijzondere klimgebieden in België zijn: Freyr, Hotton, Marche-les-Dames, Dave, enz…